# Funicolare del Kursaal
La funicolare del Kursaal, detta anche del Colle Campigli, era una breve funicolare che permetteva di raggiungere il Kursaal di Varese, posto sulla sommità del colle Campigli.

## Storia
La funicolare del Kursaal venne ideata nell'ambito del progetto del Kursaal di Varese, un grande complesso turistico sito in cima al colle Campigli.
Il progetto della funicolare, redatto dall'ingegnere Ernesto Strada, venne presentato nel 1905 ed approvato con Regio Decreto l'anno successivo. La linea venne concessa alla Società Anonima "Varese Kursaal", e l'esercizio affidato alla Società Anonima Prealpina per Imprese elettriche; nel 1907 venne emanato un nuovo decreto che affidava l'esercizio alla SVIE, che nel frattempo aveva assorbito la "Prealpina".
La costruzione del Kursaal si rivelò tuttavia troppo onerosa per la società promotrice, che nel 1908 fu posta in liquidazione; ad essa subentrò la stessa SVIE, che essendo ben più solida riuscì a portare a termine il progetto.
Il complesso del Kursaal, comprendente anche la funicolare, venne infine inaugurato festosamente l'8 luglio 1911.
Gli impianti della funicolare vennero completamente distrutti dal bombardamento aereo del 30 aprile 1944, diretto verso la vicina fabbrica Aermacchi. La funicolare non venne più ripristinata.
| Unknown route-map component "uexKBHFa" |

| Unknown route-map component "uexSPLa" |

| Unknown route-map component "uexSPLe" |

| Unknown route-map component "uexKBHFe" |

## Caratteristiche

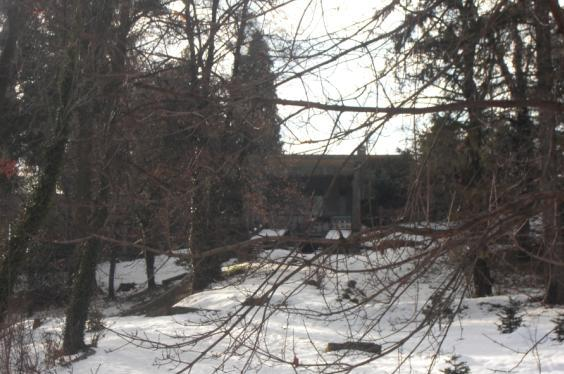
La vecchia stazione superiore della funicolare (oggi adibita a palestra).

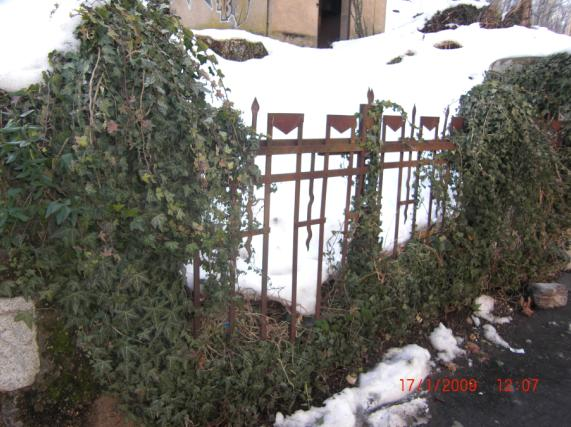
Un cancello arrugginito: l'unico resto della stazione inferiore della funicolare.

La stazione inferiore era posta in fregio alla via Sanvito, percorsa dalla tranvia per Masnago esercita anch'essa dalla SVIE; la stazione superiore era posta nel parco del Kursaal.
La linea constava di un unico rettilineo, lungo 182,40 metri in orizzontale, e 189,04 in linea inclinata. La pendenza massima era del 292‰ e quella media del 270‰. Il dislivello fra le due stazioni era di 49,62 metri.
Il binario, a scartamento metrico, era armato con rotaie del peso di 25 kg/m.
Le vetture erano trainate da una fune di 25 mm di diametro, mossa da un macchinario costruito dalla Von Roll, con motori Thomson Houston alimentati a corrente alternata trifase alla tensione di 500 V, di 51 kW di potenza.

## Materiale rotabile
Erano in servizio due vetture, costruite dalla carrozzeria Macchi di Varese, ciascuna delle quali trasportava 60 persone, di cui 16 sedute; erano verniciate in un'elegante livrea celeste.